# Grumbach (Glan)
Grumbach település Németországban, Rajna-vidék-Pfalz tartományban. Lakosainak száma 480 fő (2023. december 31.).

## Népesség
A település népességének változása:
| Lakosok száma | 546  | 462  | 457  | 461  | 458  | 480  |
|               | 1975 | 2017 | 2019 | 2021 | 2022 | 2023 |